# Iranische Fußballnationalmannschaft/Olympische Spiele
Eine iranische Fußballnationalmannschaft nahm erstmals an der Qualifikation für die Olympischen Spiele 1956 teil. Den Einzig in die Endrunde konnte für die Spiele 1964, 1972 und 1976 erreicht werden. Das beste Ergebnis war dabei im Jahr 1976 das Erreichen des Viertelfinales. Seit den Spielen 1992 wird die Mannschaft von der U-23 gestellt.

## Geschichte

### Rückzug in der Qualifikationsphase sowie erste Teilnahme an den Spielen
Die Mannschaft nahm erstmals an der Qualifikation für die Olympischen Spiele im Jahr 1956 teil. Hier sollte das Team eigentlich gegen die Auswahl von Afghanistan spielen. Jedoch zogen beide ihre Teilnahme zurück. Darum qualifizierten sich Indien als auch Thailand automatisch. Für die Spiele im Jahr 1960 nahm die Mannschaft dann aber nicht an der Qualifikation teil. Dies geschah erst wieder für die Spiele 1964 in Japan. Gegen Pakistan reichte ein 4:1-Sieg im Hin- sowie eine 0:1-Niederlage im Rückspiel um sich für den Wettbewerb zu qualifizieren. In der Gruppe A landete das Team zusammen mit Deutschland, Rumänien und Mexiko. Im ersten Spiel ging es auch gleich gegen die deutsche Auswahl und endete mit einer 0:4-Niederlage. Darauf folgte ein 1:1 gegen Mexiko sowie eine 0:1-Niederlage gegen Rumänien. Damit schied die Mannschaft am Ende der Gruppenphase mit einem Punkt aus dem Wettbewerb aus.

### Ende der 1960er Jahre bis 1970er Jahre
Für die Qualifizierung zu den Spielen im Jahr 1968 wurde der Iran in die Gruppe 3 gelost, zog die Teilnahme aber ein weiteres Mal zurück. In der Qualifikation zu den Spielen im Jahr 1972 stieg die Mannschaft innerhalb der Gruppe 3 ab der zweiten Runde ein. Dort traf die Mannschaft auf Kuwait und siegte sowohl im Hin- als auch im Rückspiel mit 2:0. Danach traf das Team in der dritten Runde auf die Auswahl aus Nordkorea, nachdem es dann im Hin- als auch im Rückspiel am Ende 0:0 stand, musste ein drittes Spiel her. Dieses wurde auf neutralem Boden im pakistanischen Rawalpindi ausgetragen und konnte vom Iran mit 2:0 gewonnen werden. Damit qualifizierte sich die Mannschaft zum zweiten Mal für die Olympischen Spiele. In die Gruppe C gelost, traf die Mannschaft hier auf Ungarn, Dänemark und Brasilien. Gegen Ungarn setze es dann eine 0:5-Niederlage sowie gegen Dänemark eine mit 0:4. Einzig gegen Brasilien konnte ein 1:0-Sieg erzielt werden. Da diese selber nur einen Punkt holten, landete der Iran am Ende in der Gruppe sogar einen Platz vor diesen. Für das Weiterkommen reichte dies jedoch nicht.
Die Qualifizierung für die Spiele im Jahr 1976 funktionierte diesmal über eine Gruppe. Zusammen mit den Mannschaften aus Kuwait, dem Irak, Saudi-Arabien und Bahrain, wurde die Auswahl des Iran in die Gruppe 1 gelost. Mit sieben Punkten gewann das Team die Gruppe und qualifizierte sich somit für die Hauptrunde der Olympischen Spiele. Hier ging es für die Mannschaft in die Gruppe C wo man auf Polen und Kuba traf. Da die Gruppe nur drei Mannschaften umfasste sich aber trotzdem die auf den ersten beiden Plätzen positionierten Mannschaften für das Viertelfinale qualifizierten, reichte der Auswahl auch ein 1:0-Sieg über Kuba, sowie eine 3:2-Niederlage gegen Polen für das Weiterkommen. Dort traf man dann am 25. Juli 1976 auf die Sowjetunion und unterlag gegen diese mit 1:2.

### Boykott und letzte Qualifikationsphase
Die Qualifikation für die Spiele 1980 absolvierte die Mannschaft in der Gruppe 3, die erste Runde schloss die Mannschaft hier mit acht Punkten als erster ab. In der anschließenden Play-off-Partie gegen die zuvor punktgleiche Auswahl von Singapur konnte das Team auch einen 4:0-Sieg erzielen. Damit war die Mannschaft eigentlich qualifiziert. Aufgrund des Boykotts der Spiele in der Sowjetunion nahm die Mannschaft aber nicht an der Hauptrunde teil und wurde durch Syrien ersetzt. An der Qualifikation für die Spiele im Jahr 1984 nahm die Mannschaft dann gar nicht erst teil. In der Qualifikation für die Spiele im Jahr 1988 musste die Mannschaft vor den Gruppenspielen noch in einem Hin- und Rückspiel gegen Kuwait antreten. Nach einem 2:1-Sieg, reichte Kuwait jedoch ein 0:1 im Rückspiel um durch die Auswärtstorregel in die nächste Runde einzuziehen. Ab den nächsten Spielen nahm dann die U-23 des Iran an den Qualifikationsspielen teil.